# Colegio Hugo Dávila
El Colegio Experimental Hugo Dávila, es una unidad educativa boliviana  fundada en marzo de 1952 en la ciudad de La Paz.

## Historia
Después del censo de 1950, en la ciudad de La Paz se pudo registrar más de 80.000 habitantes en la zona de Miraflores por lo que se necesitaba un colegio capaz de brindar educación primaria y secundaria; y fue debido a ello que se fundó el colegio Hugo Dávila el 11 de febrero de 1952.
El colegio entró en funcionamiento el 27 de marzo del mismo año, bajo la dirección del Prof. Juvenal Canedo Chávez que junto a destacados profesores iniciaron su trabajo en las graderías del antiguo Estadio Hernando Siles al no contar con un ambiente propio. Posteriormente se instalaron en la actual infraestructura que en ese momento compartía con la Normal Superior Simón Bolívar.
Iniciando la diversificación de la educación, empieza a formar bachilleres técnicos, y de la misma manera la coeducación en diversos establecimientos de la ciudad de La Paz.
En 1955 recibe el denominativo de colegio Experimental con el propósito de reorganizar el nivel secundario en coordinación con la misión pedagógica de la UNESCO y elaborar un plan experimental.
En 1978 la UNESCO distingue con medalla y diploma de reconocimiento a la participación activa de este colegio a favor de la educación en Bolivia.
En 1979 el colegio se divide en dos turnos, reubicándose el colegio en el Turno Tarde, y conformado por dos niveles: 
el nivel Primario Superior (sexto, séptimo y octavo) y el nivel Secundario (primero, segundo, tercero y cuarto).
En 1980 el lema cambia de ”Lo que Natura no da, Dávila no Presta” a ”Asesinos las Ideas, no se Matan” una frase del cubano José Martí, que eventualmente respondía a la Dictadura Militar iniciada por Luis García Meza.

## Incidentes
El 24 de mayo de 2012 explotó una granada de gas lacrimógeno de uso policial, provocó pánico la mañana de hoy en el Colegio Hugo Dávila, ubicado en la zona de Miraflores de La Paz. La Policía detuvo a dos estudiantes y concluyó que la granada explotó en uno de los baños. Algunos estudiantes sufrieron desmayos por la explosión.

## Institución

### Ubicación
El establecimiento está situado en la ciudad de La Paz, en la zona Miraflores, entre la avenida Jorge Carrasco y las calles Francisco de Miranda y Lucas Jaimes, frente al hospital Obrero.

### Ambientes
El colegio dispone de 35 aulas, también cuenta con un Teatro, Anfiteatro, Taller, Laboratorio de Computación, Laboratorio de Física, Laboratorio de Química, Gimnasio, Biblioteca, y 4 canchas.

## Premios y galardones
- Primer Puesto Concurso Intercolegial de Danza Folklórica 1995 organizado por el Colegio Boliviano Israelita.
- Primer Puesto de Danza Folklórica organizado por el grupo folklórico Los Kjarkas 1995.
- Desafío Policial 2007-2008 y 2008-2009. (T.T.)
- Segundo Puesto de Danza intercolegial organizado por la Universidad Católica Boliviana. 2017 (T.T.)
- Primer Puesto de Teatro Intercolegial ARUSA 2018 (T.M.)
- Segundo Puesto de Teatro Intercolegial ARUSA 2018 (T.T.)
- Primer Puesto de Concurso de Bandas intercolegiales ARUSA 2018 (T.T.)
- Primer lugar en futsal del municipio de La Paz. 2019 (T.T.)
- Primer lugar en voleibol del municipio de La Paz. 2019 (T.M.)
- Primer lugar en futbol femenino Copa Univalle 2024 (T.M)